# Voerendaal
Voerendaal é um município dos Países Baixos, situado na província de Limburgo. Tem 31,52 km² de área e sua população em 2020 foi estimada em 12.459 habitantes.